# Peter Capell
Peter Capell (* 3. September 1912 in Berlin; † 3. März 1986 in München) war ein deutscher Synchronsprecher und Schauspieler.

## Leben und Werk
Er nahm Schauspielunterricht bei Walter Franck in Berlin und machte seine ersten Erfahrungen an den dortigen Reinhardt-Bühnen. Nach der Machtübernahme der Nationalsozialisten 1933 emigrierte er in die USA.
Dort spielte er an verschiedenen Bühnen und ging 1940/41 mit Henrik Ibsens Hedda Gabler auf Tournee. Sein New Yorker Debüt gab er 1947 in Lamp at Midnight. Daneben war er Regieassistent bei Gottfried Reinhardt, dem Sohn von Max Reinhardt. Zudem arbeitete für den Rundfunk und ab 1949 auch für das Fernsehen. Capell erschien auch in einigen amerikanischen Spielfilmen, in denen er vornehmlich undurchsichtige Ausländer und Schurken darstellte.
1955 kehrte er nach Deutschland zurück und erhielt zahlreiche, in der Regel allerdings nur kleinere Aufgaben beim heimischen und internationalen Film. In Billy Wilders Eins, zwei, drei verkörperte er 1961 einen sowjetischen Abgesandten. Ab den späten 1950er Jahren wirkte Capell in vielen deutschen Fernsehproduktionen mit, wo er in der Regel angesehene, zuweilen aber auch zwielichtige ältere Herren darstellte, darunter Ärzte, kirchliche Würdenträger, hohe Beamte und reiche Geschäftsleute.
Daneben stand Capell weiterhin auf der Bühne, besonders bei den Münchner Kammerspielen, am Theater Kleine Freiheit, am Intimen Theater sowie dem Modernen Theater in München. An der Berliner Freien Volksbühne spielte er 1965 in Die Ermittlung von Peter Weiss, und an den Hamburger Kammerspielen fungierte er auch als Regisseur. Bei der populären Muppet Show war er für die Synchronisation der Figur Pops zuständig.
Am 3. März 1986 starb Peter Capell im Alter von 73 Jahren in München und wurde auf dem Münchner Ostfriedhof bestattet.

## Filmografie
- 1945: Winterset
- 1950–54: Suspense (Serie)
- 1952: Walk East on Beacon
- 1956: Mein Vater, der Schauspieler
- 1956: Anastasia, die letzte Zarentochter
- 1956: Die Trapp-Familie
- 1956: Zwischen Zeit und Ewigkeit
- 1957: Königin Luise
- 1957: Wie ein Sturmwind
- 1957: Ein Toter lügt nicht (The Burglar)
- 1957: Blaue Jungs
- 1957: Wege zum Ruhm (Paths of Glory)
- 1958: Nasser Asphalt
- 1958: Taiga
- 1958: Schwester Bonaventura (TV)
- 1959: Du gehörst mir
- 1959: Das große Messer (TV)
- 1959: Serenade einer großen Liebe / Der Sänger von Capri (For the First Time)
- 1959: Wernher von Braun – Ich greife nach den Sternen
- 1960: Schicksals-Sinfonie (The Magnificent Rebel)
- 1960: Der Satan lockt mit Liebe
- 1960: So ist es – ist es so?
- 1960: Die eiskalte Nacht
- 1961: Die große Attraktion (The Big Show)
- 1961: Panzer nach vorn (Armored Command)
- 1961: Eins, zwei, drei (One, Two, Three)
- 1961: Auf Wiedersehen
- 1962: Verrat auf Befehl (The Counterfeit Traitor)
- 1963: Der Fall Sacco und Vanzetti
- 1963: Der arme Bitos… oder Das Diner der Köpfe
- 1964: Ich fahre Patschold
- 1964: Bei Tag und Nacht
- 1964: Der Prozeß Carl von O.
- 1966: Der schwarze Freitag
- 1967: Der Auswanderer
- 1967: Herrliche Zeiten im Spessart
- 1967: Das Kriminalmuseum (Fernsehserie) – Kaliber 9
- 1967: Verräter (TV-Dreiteiler)
- 1967: Geheimauftrag K (Assignment K)
- 1968: Ein Sarg für Mr. Holloway
- 1968: Die goldene Pille
- 1968: Affäre Dreyfuss
- 1969: Amerika oder der Verschollene
- 1969: Pater Brown – Hölle, Hölle, Hölle
- 1970: Wer ist der nächste?
- 1970: Wie kurz ist die Zeit zu lieben
- 1970: Ständig in Angst (Hauser's Memory)
- 1970: Ich schlafe mit meinem Mörder
- 1971: Viel Getu' um nichts
- 1971: Charlie und die Schokoladenfabrik (Willy Wonka & the Chocolate Factory)
- 1971: Hausfrauen-Report 2
- 1971: Schüler-Report
- 1972: Der Geliebte der großen Bärin (L'amante dell'orsa maggiore)
- 1972: Hausfrauen-Report 3
- 1972: Alexander Zwo (TV-Mehrteiler)
- 1972: Tod eines Fremden
- 1973: Junge Mädchen mögen's heiß, Hausfrauen noch heißer
- 1973: Der Vorgang
- 1973: Der rote Schal (TV-Mehrteiler)
- 1973: Kara Ben Nemsi Effendi
- 1973: Okay S.I.R. – Klare Linien
- 1974: Wachtmeister Rahn
- 1974: Härte 10 (TV-Mehrteiler)
- 1975: Depressionen
- 1975: Die gelbe Karawane
- 1975: So oder so ist das Leben
- 1975: Derrick – Nur Aufregungen für Rohn
- 1977: Mulligans Rückkehr
- 1977: Derrick – Via Bangkok
- 1977: Atemlos vor Angst (Sorcerer)
- 1978: Son of Hitler
- 1978: Holocaust – Die Geschichte der Familie Weiss (TV-Mehrteiler)
- 1978: Fedora
- 1978: Der Alte – Der Pelikan
- 1979: Der Alte – Alte Kameraden
- 1979: Theodor Chindler (TV-Mehrteiler)
- 1980: Jetzt komme ich (The American Success Company)
- 1980: Charlotte
- 1981: Schmuggler (Smuggler, Serie)
- 1982: Die Kartause von Parma (La certosa di Parma) (Mehrteiler)
- 1984: Die ewigen Gefühle
- 1984: Die Libelle (The Little Drummer Girl)
- 1985: Mamas Geburtstag